# ISO 3166-2:MA
ISO 3166-2:MA è uno standard ISO che definisce i codici geografici delle suddivisioni del Marocco; è un sottogruppo dello standard ISO 3166-2.
I codici sono assegnati a due livelli di suddivisione, le 12 regioni e il livello di province e prefetture. Sono formati da MA- (sigla ISO 3166-1 alpha-2 dello Stato), seguito da due cifre (per le regioni) o tre lettere (per prefetture e province).

## Codici

### Regioni
| Codice | Regione                    |
| ------ | -------------------------- |
| MA-05  | Béni Mellal-Khénifra       |
| MA-06  | Casablanca-Settat          |
| MA-12  | Dakhla-Oued Ed Dahab       |
| MA-08  | Drâa-Tafilalet             |
| MA-03  | Fès-Meknès                 |
| MA-10  | Guelmim-Oued Noun          |
| MA-11  | Laâyoune-Sakia El Hamra    |
| MA-07  | Marrakech-Safi             |
| MA-04  | Rabat-Salé-Kénitra         |
| MA-02  | Regione Orientale          |
| MA-09  | Souss-Massa                |
| MA-01  | Tangeri-Tetouan-Al Hoceima |

### Province e prefetture
| Codice | Suddivisione         | Categoria  | Regione di appartenenza    |
| ------ | -------------------- | ---------- | -------------------------- |
| MA-HAO | Al Haouz             | Provincia  | Marrakech-Safi             |
| MA-HOC | Al-Hoseyma           | Provincia  | Tangeri-Tetouan-Al Hoceima |
| MA-AOU | Aousserd             | Provincia  | Dakhla-Oued Ed Dahab       |
| MA-ASZ | Assa-Zag             | Provincia  | Guelmim-Oued Noun          |
| MA-AZI | Azilal               | Provincia  | Béni Mellal-Khénifra       |
| MA-BES | Benslimane           | Provincia  | Casablanca-Settat          |
| MA-BEM | Béni Mellal          | Provincia  | Casablanca-Settat          |
| MA-BER | Berkane              | Provincia  | Regione Orientale          |
| MA-BRR | Berrechid            | Provincia  | Casablanca-Settat          |
| MA-BOD | Boujdour             | Provincia  | Laâyoune-Sakia El Hamra    |
| MA-BOM | Boulemane            | Provincia  | Fès-Meknès                 |
| MA-CHE | Chefchaouen          | Provincia  | Tangeri-Tetouan-Al Hoceima |
| MA-CHI | Chichaoua            | Provincia  | Marrakech-Safi             |
| MA-CHT | Chtouka-Aït Baha     | Provincia  | Souss-Massa                |
| MA-DRI | Driouch              | Provincia  | Regione Orientale          |
| MA-HAJ | El Hajeb             | Provincia  | Fès-Meknès                 |
| MA-JDI | El Jadida            | Provincia  | Casablanca-Settat          |
| MA-KES | El Kelâat Es-Sraghna | Provincia  | Marrakech-Safi             |
| MA-ERR | Errachidia           | Provincia  | Drâa-Tafilalet             |
| MA-ESM | Es-Semara            | Provincia  | Laâyoune-Sakia El Hamra    |
| MA-ESI | Essaouira            | Provincia  | Marrakech-Safi             |
| MA-FAH | Fahs Anjra           | Provincia  | Tangeri-Tetouan-Al Hoceima |
| MA-FIG | Figuig               | Provincia  | Regione Orientale          |
| MA-FQH | Fquih Ben Salah      | Provincia  | Béni Mellal-Khénifra       |
| MA-GUE | Guelmim              | Provincia  | Guelmim-Oued Noun          |
| MA-GUF | Guercif              | Provincia  | Regione Orientale          |
| MA-IFR | Ifrane               | Provincia  | Fès-Meknès                 |
| MA-JRA | Jerada               | Provincia  | Regione Orientale          |
| MA-KEN | Kénitra              | Provincia  | Rabat-Salé-Kénitra         |
| MA-KHE | Khemisset            | Provincia  | Rabat-Salé-Kénitra         |
| MA-KHN | Khénifra             | Provincia  | Béni Mellal-Khénifra       |
| MA-KHO | Khouribga            | Provincia  | Béni Mellal-Khénifra       |
| MA-LAA | Laâyoune             | Provincia  | Laâyoune-Sakia El Hamra    |
| MA-LAR | Larache              | Provincia  | Tangeri-Tetouan-Al Hoceima |
| MA-MED | Mediouna             | Provincia  | Casablanca-Settat          |
| MA-MID | Midelt               | Provincia  | Drâa-Tafilalet             |
| MA-MOU | Moulay Yacoub        | Provincia  | Fès-Meknès                 |
| MA-NAD | Nador                | Provincia  | Regione Orientale          |
| MA-NOU | Nouaceur             | Provincia  | Casablanca-Settat          |
| MA-OUA | Ouarzazate           | Provincia  | Drâa-Tafilalet             |
| MA-OUD | Oued Ed-Dahab        | Provincia  | Dakhla-Oued Ed Dahab       |
| MA-OUZ | Ouezzane             | Provincia  | Tangeri-Tetouan-Al Hoceima |
| MA-REH | Rehamna              | Provincia  | Marrakech-Safi             |
| MA-SAF | Safi                 | Provincia  | Marrakech-Safi             |
| MA-SEF | Sefrou               | Provincia  | Fès-Meknès                 |
| MA-SET | Settat               | Provincia  | Casablanca-Settat          |
| MA-SIB | Sidi Bennour         | Provincia  | Casablanca-Settat          |
| MA-SIF | Sidi Ifni            | Provincia  | Guelmim-Oued Noun          |
| MA-SIK | Sidi Kacem           | Provincia  | Rabat-Salé-Kénitra         |
| MA-SIL | Sidi Slimane         | Provincia  | Rabat-Salé-Kénitra         |
| MA-TNT | Tan-Tan              | Provincia  | Guelmim-Oued Noun          |
| MA-TAO | Taounate             | Provincia  | Fès-Meknès                 |
| MA-TAI | Taourirt             | Provincia  | Regione Orientale          |
| MA-TAF | Tarfaya              | Provincia  | Laâyoune-Sakia El Hamra    |
| MA-TAR | Taroudant            | Provincia  | Souss-Massa                |
| MA-TAT | Tata                 | Provincia  | Souss-Massa                |
| MA-TAZ | Taza                 | Provincia  | Fès-Meknès                 |
| MA-TET | Tétouan              | Provincia  | Tangeri-Tetouan-Al Hoceima |
| MA-TIN | Tinghir              | Provincia  | Drâa-Tafilalet             |
| MA-TIZ | Tiznit               | Provincia  | Souss-Massa                |
| MA-YUS | Youssoufia           | Provincia  | Marrakech-Safi             |
| MA-ZAG | Zagora               | Provincia  | Drâa-Tafilalet             |
| MA-AGD | Agadir-Ida ou Tanane | Prefettura | Souss-Massa                |
| MA-CAS | Casablanca           | Prefettura | Casablanca-Settat          |
| MA-FES | Fès                  | Prefettura | Fès-Meknès                 |
| MA-INE | Inezgane-Aït Melloul | Prefettura | Souss-Massa                |
| MA-MAR | Marrakech            | Prefettura | Marrakech-Safi             |
| MA-MEK | Meknès               | Prefettura | Fès-Meknès                 |
| MA-MOH | Mohammedia           | Prefettura | Casablanca-Settat          |
| MA-MDF | M'diq-Fnideq         | Prefettura | Tangeri-Tetouan-Al Hoceima |
| MA-OUJ | Oujda-Angad          | Prefettura | Regione Orientale          |
| MA-RAB | Rabat                | Prefettura | Rabat-Salé-Kénitra         |
| MA-SAL | Salé                 | Prefettura | Rabat-Salé-Kénitra         |
| MA-SKH | Skhirate-Témara      | Prefettura | Rabat-Salé-Kénitra         |
| MA-TNG | Tangeri-Assila       | Prefettura | Tangeri-Tetouan-Al Hoceima |

## Codici non più in uso

### Regioni
| Codice | Regione                          |
| ------ | -------------------------------- |
| MA-09  | Chaouia-Ouardigha                |
| MA-10  | Doukkala-Abda                    |
| MA-05  | Fès-Boulemane                    |
| MA-02  | Gharb-Chrarda-Béni Hssen         |
| MA-08  | Grande Casablanca                |
| MA-14  | Guelmim-Es Semara                |
| MA-15  | Laâyoune-Boujdour-Sakia El Hamra |
| MA-04  | Regione Orientale                |
| MA-11  | Marrakech-Tensift-El Haouz       |
| MA-06  | Meknès-Tafilalet                 |
| MA-16  | Oued Ed-Dahab-Lagouira           |
| MA-07  | Rabat-Salé-Zemmour-Zaer          |
| MA-13  | Souss-Massa-Draâ                 |
| MA-12  | Tadla-Azilal                     |
| MA-01  | Tangeri-Tétouan                  |
| MA-03  | Taza-Al Hoceima-Taounate         |

### Prefetture
| Codice | Prefettura           |
| ------ | -------------------- |
| MA-MMD | Marrakech-Medina     |
| MA-MMN | Marrakech-Menara     |
| MA-SYB | Sidi Youssef Ben Ali |